# 워페어 (영화)
"워페어"(영어: Warfare)는 2025년 개봉한 전쟁 액션 영화이다. 레이 멘도자와 알렉스 가랜드가 감독과 각본을 맡았다.